# Quercus furfuracea
Quercus furfuracea — вид рослин з родини букових (Fagaceae); ендемік Східної Сьєрра-Мадре — Мексика.

## Опис
Це листопадне дерево 8–15 метрів заввишки або кущ до 3–6 метрів заввишки. Гілочки червонувато-коричневі, з густим жовтуватим запушенням, що триває кілька сезонів, і з непомітними сочевицями. Листки 4–12 × 2,5–5 см; верх блискучий оливково-зелений, з довгими зірчатими волосками вздовж середньої жилки, а на кінцівці — короткими; низ спочатку густо-сірувато-запушений, потім зірчасті трихоми відокремлюються від листової пластини; ніжка листка жовтувата, густо волохата, завдовжки 1–2,5 см. Маточкові сережки довжиною 1–2 см, з 1 до кількома квітками. Жолудь однорічний, яйцеподібний, завдовжки 1 см, поодиноко або в парі, на ніжці завдовжки 1–2 см; чашечка охоплює 1/2 горіха; дозріває у вересні.

## Поширення й екологія
Ендемік Східної Сьєрра-Мадре — Мексика (Сан-Луїс-Потосі, Пуебла, Ідальго).
Зростає в дубових лісах, сосново-дубових лісах та хмарних лісах; росте на висотах 710–1975 м.

## Загрози
У Мексиці більшість сосново-дубових лісів інтенсивно експлуатують для видобутку деревини у вигляді колод, дров та деревного вугілля. Вони також були очищені, щоб звільнити місце для сільського господарства або створити пасовища для годівлі худоби.